# فهرست پرجمعیت‌ترین روستاهای استان آذربایجان شرقی
فهرست روستاهای استان آذربایجان شرقی با جمعیت بیشتر از ۳٫۵ هزار نفر که می‌توانند:
1. با اعمال تبصرهٔ ۵ مادهٔ ۴ «قانون تعاریف و ضوابط تقسیمات کشوری» (روستاهای واجد شرایط -چنانچه دارای سه هزار و پانصد نفر جمعیت باشند- شهر شناخته می‌شوند) به شهر کوچک تبدیل شوند؛[۵]
2. مطابق تبصرهٔ ۲ مادهٔ ۳ «قانون تعاریف محدوده و حریم شهر، روستا و شهرک و نحوه تعیین آن‌ها» (روستاهایی که به موجب طرح‌های مصوب جامع و هادی در داخل حریم شهرها واقع می‌شوند، در صورت رسیدن به شرایط شهر شدن، شهر مستقل شناخته نشده و به صورت منفصل به عنوان یک ناحیه یا منطقه از نواحی یا مناطق شهر اصلی تلقی و اداره خواهند شد) به شهرهای همجوار خود ملحق گردند:[۶]

از مجموع ۲۵ روستای با جمعیت بیش از ۳٫۵ هزار نفر در استان آذربایجان شرقی، شهرستان تبریز ۱۰ روستا، شهرستان‌های بناب و ملکان هرکدام ۴ روستا، شهرستان مرند ۳ روستا و شهرستان‌های اسکو، شبستر، بستان‌آباد و عجب‌شیر نیز هرکدام یک روستا را در خود جای داده‌اند. بقیهٔ ۱۳ شهرستان استان فاقد روستای پرجمعیت هستند.
همچنین از مجموع ۲۵ روستای پرجمعیت استان آذربایجان شرقی، ۱۴ مورد از آن‌ها در خارج از حریم شهرهای اطراف خود واقع شده‌اند و احتمال ارتقای آن‌ها به شهر وجود دارد. شهرستان‌های بناب و ملکان هرکدام ۴ روستا، شهرستان تبریز ۲ روستا و شهرستان‌های مرند، شبستر، بستان‌آباد و عجب‌شیر نیز هرکدام یک روستای واجد شرایط شهرشدن را در خود جای داده‌اند.
| احتمال ارتقا به شهر |

| ردیف | نام روستا    | شهرستان   | جمعیت (۱۳۸۵) | جمعیت (۱۳۹۰) | جمعیت (۱۳۹۵) | رتبه در شهرستان | وضعیت احتمالی  |
| ---- | ------------ | --------- | ------------ | ------------ | ------------ | --------------- | -------------- |
| ۱    | باغ معروف    | تبریز     | ۷٬۹۶۱        | ۱۱٬۲۳۳       | ۱۲٬۰۶۸       | ۱               | الحاق به تبریز |
| ۲    | کندرود       | تبریز     | ۶٬۷۵۲        | ۸٬۷۲۵        | ۸٬۵۱۸        | ۲               | الحاق به تبریز |
| ۳    | الوار سفلی   | تبریز     | ۳٬۵۶۷        | ۵٬۹۴۶        | ۶٬۹۱۶        | ۳               | الحاق به تبریز |
| ۴    | مایان سفلی   | تبریز     | ۶٬۳۹۹        | ۷٬۰۸۳        | ۶٬۵۹۶        | ۴               | الحاق به تبریز |
| ۵    | اردکلو       | مرند      | ۳٬۸۹۲        | ۵٬۱۳۳        | ۵٬۹۸۵        | ۱               | الحاق به مرند  |
| ۶    | شادباد مشایخ | تبریز     | ۴٬۳۱۷        | ۴٬۴۷۴        | ۵٬۵۲۴        | ۵               | الحاق به تبریز |
| ۷    | قره‌چپق       | بناب      | ۵٬۹۱۵        | ۵٬۷۱۸        | ۵٬۴۵۶        | ۱               | ارتقا به شهر   |
| ۸    | لاهیجان      | تبریز     | ۳٬۷۱۴        | ۴٬۷۰۱        | ۵٬۴۳۰        | ۶               | الحاق به تبریز |
| ۹    | لیقوان       | تبریز     | ۵٬۳۵۰        | ۵٬۵۲۴        | ۵٬۱۲۲        | ۷               | ارتقا به شهر   |
| ۱۰   | اسفهلان      | تبریز     | ۴٬۱۰۲        | ۴٬۴۱۴        | ۴٬۹۳۹        | ۸               | الحاق به تبریز |
| ۱۱   | لکلر         | ملکان     | ۴٬۲۸۴        | ۴٬۶۰۱        | ۴٬۷۶۷        | ۱               | ارتقا به شهر   |
| ۱۲   | آخوندقشلاق   | بناب      | ۴٬۴۰۹        | ۴٬۷۶۵        | ۴٬۶۱۱        | ۲               | ارتقا به شهر   |
| ۱۳   | زاوشت        | بناب      | ۳٬۸۰۲        | ۳٬۹۶۸        | ۴٬۵۳۹        | ۳               | ارتقا به شهر   |
| ۱۴   | آروق         | ملکان     | ۳٬۵۶۶        | ۳٬۹۰۴        | ۴٬۴۶۲        | ۲               | ارتقا به شهر   |
| ۱۵   | تازه‌قلعه     | ملکان     | ۳٬۶۹۱        | ۳٬۸۲۷        | ۴٬۰۵۸        | ۳               | ارتقا به شهر   |
| ۱۶   | بایقوت       | ملکان     | ۳٬۴۱۴        | ۳٬۷۴۱        | ۳٬۹۲۰        | ۴               | ارتقا به شهر   |
| ۱۷   | دولت‌آباد     | مرند      | ۳٬۸۶۴        | ۳٬۷۲۸        | ۳٬۸۶۸        | ۲               | الحاق به مرند  |
| ۱۸   | نظرلو        | شبستر     | ۴٬۹۸۴        | ۴٬۴۰۵        | ۳٬۷۷۳        | ۱               | ارتقا به شهر   |
| ۱۹   | سهلان        | تبریز     | ۳٬۰۲۵        | ۳٬۳۷۹        | ۳٬۶۶۴        | ۹               | الحاق به تبریز |
| ۲۰   | آلانق        | بستان‌آباد | ۳٬۴۳۴        | ۳٬۷۰۵        | ۳٬۶۴۶        | ۱               | ارتقا به شهر   |
| ۲۱   | چپقلو        | بناب      | ۳٬۱۸۹        | ۳٬۱۹۱        | ۳٬۶۴۴        | ۴               | ارتقا به شهر   |
| ۲۲   | اسفنجان      | اسکو      | ۳٬۶۶۰        | ۳٬۸۳۲        | ۳٬۵۴۴        | ۱               | الحاق به اسکو  |
| ۲۳   | یالقوزآغاج   | مرند      | ۳٬۲۰۸        | ۳٬۴۳۱        | ۳٬۵۳۷        | ۳               | ارتقا به شهر   |
| ۲۴   | سفیدان جدید  | تبریز     | ۳٬۰۱۲        | ۳٬۲۹۴        | ۳٬۵۱۵        | ۱۰              | ارتقا به شهر   |
| ۲۵   | خضرلو        | عجب‌شیر    | ۳٬۷۴۶        | ۳٬۵۷۵        | ۳٬۵۰۵        | ۱               | ارتقا به شهر   |